# 스나가와 투쟁
스나가와 투쟁(일본어: 砂川闘争)은 1955년 5월 8일부터 1969년 4월까지 일본 도쿄도 다치카와시 스나가와초에서 주일미군 다치카와 비행장(다치카와 기지)의 확장에 반대하여 일어난 주민운동이다. 주민들은 "스나가와 기지확장반대동맹"(일본어: 砂川砂川基地拡張反対同盟)을 결성했고, 노동계와 학생계가 참여하면서 규모가 커졌다. 특히 1956년 10월 13일에 벌어진 사건은 유혈의 스나가와(일본어: 流血の砂川
)라는 별명을 얻게 되었다. 1968년 12월 주일미군이 다치카와 비행장 확장을 취소하고, 1969년 4월 각료회의에서 확장 취소가 결의되면서 투쟁은 끝났다. 전학련은 이 투쟁에서 보여준 투쟁 방식을 이후 안보 투쟁 등에서도 유용하게 활용했으며, 이 투쟁에 참여한 전학련 위원들이 동시기에 벌어진 산리즈카 투쟁에 참여하였기에 스나가와 투쟁은 산리즈카 투쟁의 "아버지 투쟁"이라고 불리는 경우도 있다.

## 배경
1955년 3월 주일미군은 일본 정부에 제트 폭격기의 발착을 위해 고마키·요코다·다치카와·기사라즈·니가타 등 5개 비행장의 확장을 요구했다. 1955년 5월 4일, 도쿄 조달청 다치카와 지부 관계자가 스나가와 시장에게 다가와 다치카와 비행장 활주로 확장 계획을 알렸다. 미 공군은 활주로가 더 큰 제트 동력 폭격기를 수용하기 위해 비행장의 확장이 필요하다고 생각했다. 미군이 점령한 기지의 관리들이 내린 명령으로 인해, 확장 계획이 실행될 시 농지가 몰수되고, 확장 지역에 거주하고 있는 140가구의 퇴거도 예정되었다.

## 시위 전개

### 스나가와 기지확장반대동맹과 지원협의회 발족
다치카와 비행장의 확장은 곧 다치카와 전역에 퍼졌고, 확장 예정지 내 관계자들은 6일 모여 협의를 통해 절대 반대를 결정한 뒤, 스나카와 기지확장반대동맹 결성을 제의하고 8일 기지 확장 반대 총궐기대회를 열었다. 스나가와초 의회도 5월 12일 기지 확장 반대를 결의해 전 의원이 투쟁위원이 됐다.
8월 2일 스나가와초 기지확장반대공투회의가 발족하였고, 9월 5일 이 회의는 스나가와초 기지확장반대노동조합지원협의회(약칭: 스나가와지원협, 일본어: 砂川町基地拡張反対労働組合支援協議会)로 개편하였고, 스나가와 노동자조합·도쿄지평·미타마 노동자협동조합 등 51개 노동조합과 사회당좌파·사회당우파·노동자농민당이 투쟁을 지원했으며, 전학련의 급진적인 학생 운동가들도 이 투쟁에 관심을 보이기 시작했다.
그러나 9월에는 스나가와초 의회 내부에 활주로 부분의 지하화나 보상금 지급을 요구하는 조건 투쟁파가 나타나, 투쟁은 균열을 보이기 시작했다. 그러나 스나가와가 도쿄와 매우 가까웠기 때문에, 젠가쿠렌은 농부들의 인력을 보강하기 위해 도쿄 지역 대학의 많은 학생들을 버스로 보내기 시작했다. 1955년 9월 13일 기지 확장을 위해 강제 측량이 실시되는 과정에서 경찰대와 지역 반대파·지원노조·학생이 충돌하였고, 이들은 14일 다시 충돌하였으며, 11월 5일 경찰이 정밀 측량을 강행하여 20여 명이 중경상을 입었다.

### 유혈의 스나가와

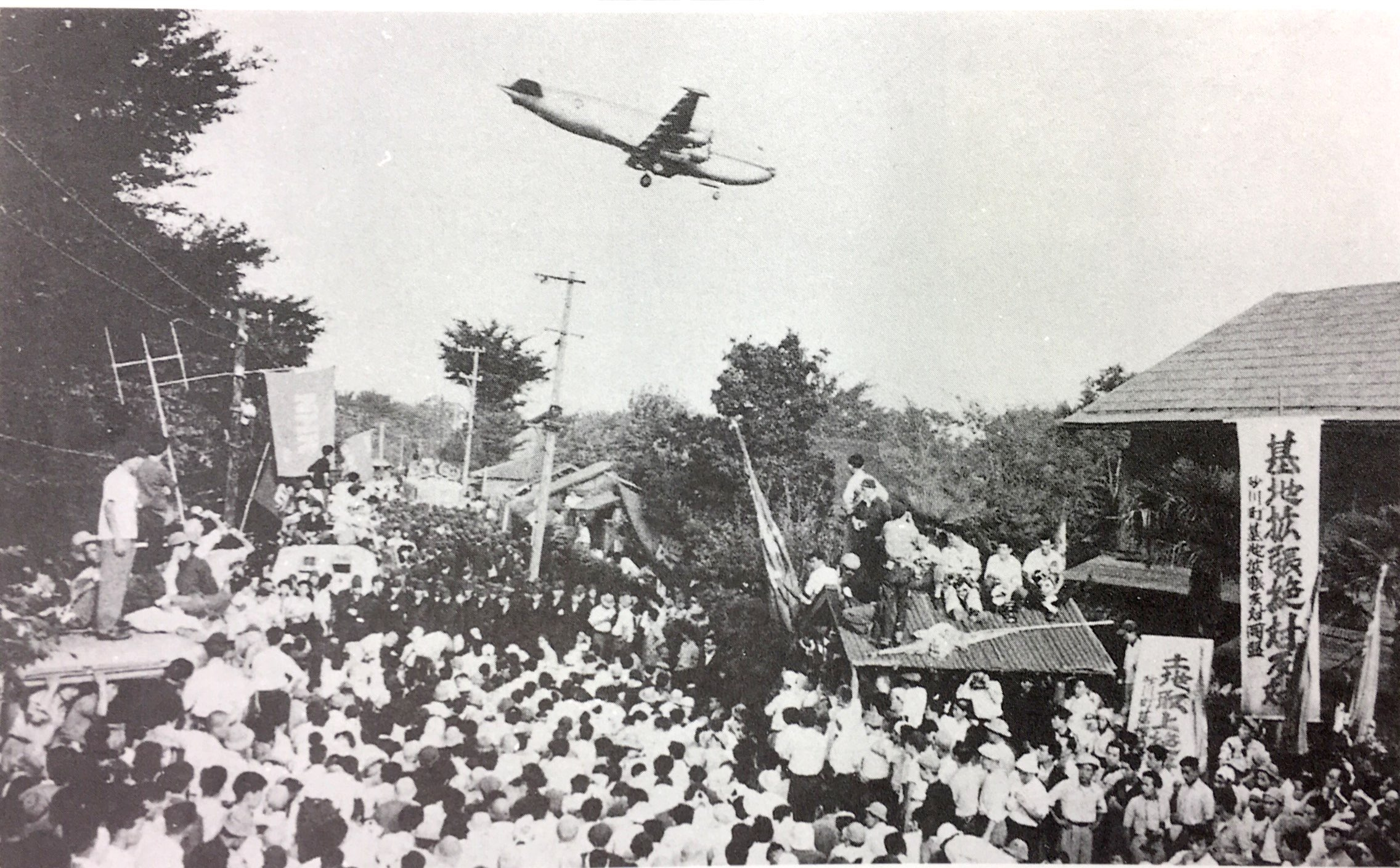
1956년 10월 당시 스나가와 투쟁에 참여한 학생 시위자들. 뒤로는 다치카와 비행장에 착륙하는 비행기도 보인다. 전학련 중앙집행위원회의 1990년 <전교련 결성 40주년 기념 화보집 若き知性に燃えて>에 실린 사진이다.

토지수용을 위한 측량 실시와 측량 저지 투쟁 사이의 갈등이 계속되는 가운데 1956년 10월 13일 스나가와초의 고구마밭에서 지역 농민들과 무장경찰대가 충돌하였고, 1,195명이 부상하고 13명이 검거되었다. 이 사건은 "유혈의 스나가와"(일본어: 流血の砂川)라고 불린다.
한편, 경찰과의 충돌로 무장을 자주 했던 이전의 학생 시위자들과 달리 스나가와 시위자들은 무장하지 않은 채 앉아 있는 것을 강조했으며, 피가 잘 보이도록 흰 셔츠와 흰 머리띠를 착용한 이들은 경찰이 저항하지 않고 때리도록 일부러 허용했다.  스나가와에서의 일방적인 폭력은 시위자들에게 동정심을 끌어내는 데 성공했고, 언론 보도가 시위대에 더 유리해졌고, 투쟁도 더 성장했다.

### 스나가와 사건
1957년 6월 27일 강제측량이 이뤄졌고, 7월 8일 측량 저지 시위대 일부가 출입금지 경계책을 부수고 기지 안에 수m 진입한 혐의로 9월 22일 학생과 노조원 23명이 검거됐으며, 이 중 7명이 미일안보조약에 따른 형사특별법 위반 혐의로 기소됐다. 1심에서는 1959년 3월 30일 미군 주둔은 헌법 위반이며 피고 전원 무죄라는 판단이 내려졌으나, 같은 해 12월 16일 상고심에서 대법원이 통치행위론에 따라 원판결을 파기함에 따라 역전돼 1963년 12월 25일 7명의 유죄가 확정됐다.
2008년 이후의 연구에 따르면, 다테 판결을 조기에 파기시키기 위해 미국과 일본 양국 정부간에 비밀 협의가 이루어진 것으로 밝혀졌다.

### 기지 확장 중지 및 부지 반환
예정지 소유자 중 23명이 마지막까지 토지 수용을 거부했으나, 미군은 1968년 12월 활주로 연장을 취소하고 이듬해 1969년 10월 훗사시에 있는 요코다 비행장으로 이전을 발표했다. 일본 정부도 1969년 4월 각료회의에서 계획을 중단하기로 결정했다.
1973년 1월 제14차 미·일 안전 보장 협의 위원회(SCC)는 3년 뒤 다치카와 기지 전면 반환을 결정했고, 1977년 11월 30일 터는 일본 측에 반환됐다.

## 영향

### 미국 및 일본 정계
1957년 아이젠하워 정부는 스나가와에서의 유혈사태로 인해 모든 지상군을 포함한 40%의 대규모 주일미군 감축을 발표했으며, 역사학자 제니퍼 M. 밀러는 스나가와 투쟁으로 미국이 일본에 더 유리한 새로운 조건으로 미일 안보 조약을 재협상하도록 설득했다고 주장했다. 스나가와 투쟁 때 전학련 학생들에 의해 개척된 비무장 시위의 전술은 1960년 개정된 새로운 조약에 반대하는 안보 투쟁에서 다시 사용되었다.
한편, 데니스 뱅크스는 스나가와 투쟁 당시 주일미군에 복무했고 시위자들을 향해 발포하라는 명령을 받았는데, 그는이 경험을 1960년대와 1970년대에 미국 정부와 미국 인디언의 권리에 대한 다수의 항의 행동을 조직하기로 한 그의 결정에 핵심적인 영향을 끼쳤다고 언급했다.

### 일본 신좌파
스나카와 투쟁을 지원하던 신좌파는 기지 확장 계획 중지를 쟁취하자, 같은 시기에 지바현에서 발발한 산리즈카 투쟁으로 장소를 옮겼다. 스나카와 기지확장반대동맹 부행동대장 미야오카 마사오가 산리즈카 시바야마 연합공항반대동맹의 도무라 가즈유키 대표에게 전학련 위원장 아키야마 가쓰유키(중핵파)를 소개한 것에 기초하여, 스나카와 투쟁은 산리즈카 투쟁의 '아버지 투쟁'으로 불리기도 한다.

### 일본 문화계
스나카와 투쟁에는 사사키 마모루, 모리타 미노루, 요시카와 유이치, 가라우지 겐타로, 나카모토 다카코, 다카다 고지, 후지타 쇼코 등 많은 사회운동가와 작가들이 참여해 지원과 지도를 했다. 나카모토 다카코는 자신의 경험을 바탕으로 1958년 <활주로>라는 저서를 썼고, 동시대 작가들과 이후 일본 문화계에서 스나가와 투쟁을 다룬 작품이 선보여졌다. 미야오카 마사오의 <스나가와 투쟁의 기록>, 카메이 후미오의 《스나가와의 사람들》,《보리 죽다》와 《유혈의 기록 시나가와》, 세키가와 히데오의 《폭음과 대지》등이 대표적으로 스나가와 투쟁을 다룬 작품이다.

## 같이 보기
- 스나가와 사건
- 산리즈카 투쟁